# 六フッ化ポロニウム
六フッ化ポロニウム(Polonium hexafluoride, PoF6)は、ポロニウムとフッ素からなる化合物として存在しうるものであり、17個ある六フッ化物の二元化合物の一つである。

## 合成
PoF6は、次の反応により合成される。
210Po + 3 F2 → 210PoF6
この反応は1945年に試みられたが、成功しなかった。沸点は約-40℃と予想された。
1960年には、より安定な同位体であるポロニウム208を用いて、同じ反応により、恐らく208PoF6の合成に成功したと考えられる:594。揮発性のフッ化ポロニウムが生成したが、四フッ化ポロニウムに放射性分解する前に十分に同定されなかった。